# 塩化アジポイル
塩化アジポイル（えんかアジポイル）または、アジピン酸ジクロリド、アジピン酸塩化物（アジピンさんえんかぶつ）は、アジピン酸の酸塩化物である。水と容易に反応して塩化水素を発生する。

## 反応
酸塩化物は他のカルボン酸誘導体に比べて反応性が高いため、室温でもヘキサメチレンジアミンと反応して6,6-ナイロンを生成する。塩化アジポイルの有機溶媒（ジクロロメタンなど）溶液とヘキサメチレンジアミンの水溶液を同じ容器に入れると界面に 6,6-ナイロンが膜状に生じ、この反応は界面重合の演示実験に利用される。